# Dasineura asteriae
Dasineura asteriae är en tvåvingeart som först beskrevs av Shinji 1942.  Dasineura asteriae ingår i släktet Dasineura och familjen gallmyggor. Inga underarter finns listade i Catalogue of Life.